# Sunarjo Kolopaking
Sunarjo Kolopaking (15 tháng 10 năm 1906 – 1972), đôi khi đánh vần Sunario Kolopaking, là một luật sư và nhà xã hội học người Indonesia. Ông được bổ nhiệm chức vụ Bộ trưởng Bộ Tài chính năm 1945, mặc dù từ chối chức vụ này, sau đó ông trở thành một trong những giáo sư Indonesia đầu tiên tại Đại học Indonesia.

## Xuất thân và học vấn
Kolopaking sinh ra ở huyện Banjarnegara vào ngày 15 tháng 10 năm 1906. Cha của ông, R.A.A. Djojonagaro II là nhiếp chính địa phương, mẹ ông là một nữ quý tộc thuộc công quốc Mangkunegaran. Sau khi tốt nghiệp trường trung học cho người bản xứ (HIS), ông theo học tiếp tại trường sơ đẳng nâng cấp (MULO) ở Purwokerto và trường phổ thông trung học (AMS) ở Bandung. Ông tiếp tục học luật, đầu tiên ở Batavia trước khi đến Đại học Leiden và tốt nghiệp năm 1931.

## Sự nghiệp
Sau khi trở về Indonesia, ông làm việc tại một ngân hàng từ năm 1934 đến năm 1940 đồng thời dạy luật bán thời gian. Trong thời kỳ Nhật Bản chiếm đóng, ông làm việc dưới quyền Mangkunegaran. Khi chiến tranh gần kết thúc, ông được bổ nhiệm đến Jakarta làm trưởng một cơ quan kinh tế.
Ông được bổ nhiệm chức vụ Bộ trưởng Bộ Tài chính trong Kabinet Sjahrir I vào ngày 14 tháng 11 năm 1945. Tuy nhiên, ông đã từ chối việc bổ nhiệm và Surachman Tjokroadisurjo kế nhiệm ông vào ngày 5 tháng 12 năm 1945. Ông từng là thành viên Ủy ban Dân tộc Trung ương Indonesia, trong khi không tham gia bất kỳ đảng phái chính trị nào. Ông được bổ nhiệm làm thành viên Ủy ban Lao động gồm 15 người trong ban.
Ông chủ yếu hoạt động trong giới hàn lâm và giáo dục, được bổ nhiệm làm chủ tịch "Đại hội Giáo dục Indonesia" thành lập vào năm 1947, và đồng sáng lập Viện Văn hóa Indonesia năm 1948. Ông cũng tham gia thành lập Học viện Cảnh sát Indonesia năm 1946, giữ chức chủ tịch trong một thời gian.
Ông trở thành giáo sư xã hội học tại Đại học Indonesia vào năm 1949, là một trong những giáo sư Indonesia đầu tiên của trường. Năm 1950, khi khoa kinh tế được thành lập, Sunarjo được bổ nhiệm vị trí chủ nhiệm khoa đầu tiên do thiếu các nhà kinh tế học. Ông giữ vai trò này cho đến khi Sumitro Djojohadikusumo kế nhiệm ông vào năm 1951. Theo yêu cầu của Mohammad Roem, ông giúp thành lập Học viện Khoa học Chính trị (Akademi Ilmu Politik) ở Yogyakarta (ngày nay là một phần của Đại học Gadjah Mada). Ông qua đời khoảng tháng 4 năm 1972.